# Moanin'
Moanin' (первісно Art Blakey and the Jazz Messengers) — студійний альбом американського джазового ударника Арта Блейкі і The Jazz Messengers, вийшов 1958 року на лейблі Blue Note Records.

## Опис
Записаний 30 жовтня 1958 року на студії Van Gelder Studio в Гекенсеку (Нью-Джерсі).
Альбом первісно вийшов під назвою Art Blakey and the Jazz Messengers, однак через популярність композиції «Moanin'» Боббі Тіммонса, потім перевидавався з такою назвою. Перевиданий на CD з додатковим альтернативним дублем «Moanin'».

## Список композицій
1. «Moanin'» (Боббі Тіммонс) — 9:30
2. «Are You Real» (Бенні Голсон) — 4:45
3. «Along Came Betty» (Бенні Голсон) — 6:05
4. «The Drum Thunder Suite» (Бенні Голсон) — 7:32
5. «Blues March» (Бенні Голсон) — 6:15
6. «Come Rain or Come Shine» (Гарольд Арлен, Джонні Мерсер) — 5:55

## Учасники запису
- Бенні Голсон — тенор-саксофон
- Лі Морган — труба
- Боббі Тіммонс — фортепіано
- Джимі Меррітт — контрабас
- Арт Блейкі — ударні

Технічний персонал
- Альфред Лайон — продюсер
- Руді Ван Гелдер — інженер звукозапису
- Леонард Фезер — текст до обкладинки
- Бак Геффнер — фотографія обкладинки

## Видання
| Країна | Дата | Лейбл     | Формат | Каталог  |
| ------ | ---- | --------- | ------ | -------- |
| США    | 1958 | Blue Note | LP     | BLP 4003 |